# العلاقات الفلسطينية التشيكية
العلاقات الفلسطينية التشيكية هي العلاقات الثنائية بين دولة فلسطين وجمهورية التشيك

## التاريخ
يعتبر موقف التشيك منحازُا الى الطرف الاسرائيلي وغير محايد، في عام 1949 ورغم حظر الأمم المتحدة بارسال الأسلحة الى إسرائيل، أرسلت الحكومة التشيكوسلوفاكية آنذلك 80 طائرة حربية إلى إسرائيل، وقدمت دعم في تدريب الطيارين العسكريين الاسرائيليين.
في 18 نوفمبر 1988، اعترفت رسميّا جمهورية التشيك بدولة فلسطين، تدعم التشيك مقترح حل الدولتين وحق تقرير المصير الفلسطيني. وتعتبر من أشد المناصرين للطرف الاسرائيلي.
في 2011 ،كانت التشيك الدولة الوحيدة في الاتحاد الاوروبي التي صوتت بالرفض مع 6 دول أخرى بلاعتراف بدولة فلسطين من بين 138 دولة صوتوا بنعم. في السبعينيات والثمانينيات منحت الشيوعية في التشيك الدعم لياسر عرفات وساندت منظمة التحرير الفلسطينية وقامت بتدريب أعضاء ونشطاء المنظمة.
في أبريل 2025، صرح مسؤولون من جمهورية التشيك بنية بلادهم نقل مقر سفارة بلادهم لدى إسرائيل من تل أبيب إلى مدينة القدس واعتبارها عاصمة لإسرائيل.

## العلاقات الاقتصادية
في 2015، كانت هناك 9 مشاريع من التشيك يتم تننفيذها في الضفة الغربية و 7 مشاريع في غزة في مجالات الطاقة المتجددة والزراعة. وتوجد علاقات بين شركات صغيرة متخصصة في تقنيات المعلومات في غزة مدعومة من شركات تشيكية.

## التمثيل الدبلوماسي
في عام 2008، أقيمت ممثلية التشيك في رام الله، وفي بيت لحم تأسست القنصلية فخرية تأسست عام 2014.